# Paraguai nos Jogos Olímpicos de Verão de 2020
O Paraguai deverá competir nos Jogos Olímpicos de Verão de 2020 em Tóquio. Originalmente programados para ocorrerem de 24 de julho a 9 de agosto de 2020, os Jogos foram adiados para 23 de julho a 8 de agosto de 2021, por causa da pandemia COVID-19. Será a 13ª participação da nação nos Jogos Olímpicos de Verão, à exceção dos Jogos Olímpicos de Verão de 1980, em Moscou, devido ao apoio parcial ao boicote liderado pelos Estados Unidos.

## Competidores
Abaixo está a lista do número de competidores nos Jogos.
| Esporte   | Masculino | Feminino | Total |
| --------- | --------- | -------- | ----- |
| Atletismo | 1         | 1        | 2     |
| Ciclismo  | 0         | 1        | 1     |
| Golfe     | 1         | 0        | 1     |
| Remo      | 0         | 1        | 1     |
| Tênis     | 0         | 1        | 1     |
| Total     | 2         | 4        | 6     |

## Atletismo
Os seguintes atletas do Paraguai conquistaram marcas de qualificação, pela marca direta ou pelo ranking mundial, nos seguintes eventos de pista e campo (até o máximo de três atletas em cada evento):
- Nota– As posições para os eventos de pista são em relação à bateria do atleta
- Q = Qualificado para a próxima fase
- q = Qualificado para a próxima fase como o perdedor mais rápido ou, em eventos de campo, pela posição sem atingir o alvo para qualificação
- NR = Recorde nacional
- N/A = Fase não aplicável para o evento
- Bye = Atleta não precisou disputar aquela fase

Eventos de pista e estrada
| Derlis Ayala       | Maratona masculina           | — | — | — | — |  |  |
| Ana Camila Pirelli | 100 m com barreiras feminino |   |   |   |   |  |  |

## Ciclismo

### Estrada
O Paraguai inscreveu uma ciclista para competir na corrida em estrada pela primeira vez na história após conseguir uma vaga direta como ciclista de melhor posição e ainda não qualificada no Campeonato Pan-Americano de 2019, no México.
| Atleta               | Evento                      | Tempo | Posição |
| -------------------- | --------------------------- | ----- | ------- |
| Agua Marina Espínola | Corrida em estrada feminina |       |         |

## Golfe
O Paraguai inscreveu um golfista para o torneio olímpico. O atleta olímpico da Rio 2016 Fabrizio Zanotti (nº 280 do mundo) qualificou diretamente entre os 60 melhores atletas elegíveis para o evento masculino com base no Ranking Mundial da IGF de 20 de junho de 2021.
| Atleta           | Evento    | Rodada 1  | Rodada 2  | Rodada 3  | Rodada 4  | Total     | Total | Total   |
| Atleta           | Evento    | Resultado | Resultado | Resultado | Resultado | Resultado | Par   | Posição |
| ---------------- | --------- | --------- | --------- | --------- | --------- | --------- | ----- | ------- |
| Fabrizio Zanotti | Masculino |           |           |           |           |           |       |         |

## Remo
O Paraguai qualificou um barco para o skiff simples feminino para os Jogos após conquistar a medalha de prata e garantir a segunda de cinco vagas disponíveis da Regada de Qualificação Olímpica das Américas de 2021 no Rio de Janeiro, Brasil.
| Atleta           | Evento                 | Eliminatórias | Eliminatórias | Repescagem | Repescagem | Quartas-de-final | Quartas-de-final | Semifinais | Semifinais | Final | Final   |
| Atleta           | Evento                 | Tempo         | Posição       | Tempo      | Posição    | Tempo            | Posição          | Tempo      | Posição    | Tempo | Posição |
| ---------------- | ---------------------- | ------------- | ------------- | ---------- | ---------- | ---------------- | ---------------- | ---------- | ---------- | ----- | ------- |
| Alejandra Alonso | Skiff simples feminino |               |               |            |            |                  |                  |            |            |       |         |

Legenda de Qualificação: FA=Final A (medalha); FB=Final B; FC=Final C; FD=Final D; FE=Final E; FF=Final F; SA/B=Semifinais A/B; SC/D=Semifinais C/D; SE/F=Semifinais E/F; QF=Quartas-de-final; R=Repescagem

## Tênis
O Paraguai inscreveu uma tenista no torneio olímpico feminino. Verónica Cepede Royg garantiu a vaga direta para o torneio de simples feminino após vencer a medalha de bronze nos Jogos Pan-Americanos de 2019 em Lima, Peru, substituindo a vaga da jogadora estadunidense Caroline Dolehide.
| Atleta               | Evento           | Primeira rodada      | Segunda rodada       | Oitavas-de-final     | Quartas-de-final     | Semifinais           | Final / BM           | Final / BM |
| Atleta               | Evento           | Adversária Resultado | Adversária Resultado | Adversária Resultado | Adversária Resultado | Adversária Resultado | Adversária Resultado | Posição    |
| -------------------- | ---------------- | -------------------- | -------------------- | -------------------- | -------------------- | -------------------- | -------------------- | ---------- |
| Verónica Cepede Royg | Simples feminino |                      |                      |                      |                      |                      |                      |            |